# Sesuvium
Sesuvium is een geslacht van succulente planten en dwergstruiken uit de ijskruidfamilie (Aizoaceae). De soorten uit het geslacht komen voor in de (sub)tropische delen van het Amerikaanse continent, Afrika, Azië, Australië en het Pacifisch gebied.

## Soorten
- Sesuvium ayresii Marais
- Sesuvium congense Welw. ex Oliv.
- Sesuvium crithmoides Welw.
- Sesuvium edmonstonei Hook.f.
- Sesuvium humifusum (Turpin) Bohley & G.Kadereit
- Sesuvium hydaspicum (Edgew.) Gonç.
- Sesuvium maritimum (Walter) Britton, Sterns & Poggenb.
- Sesuvium mezianum (K.Müll.) Bohley & G.Kadereit
- Sesuvium portulacastrum (L.) L.
- Sesuvium rubriflorum (Urb.) Bohley & G.Kadereit
- Sesuvium sesuvioides (Fenzl) Verdc.
- Sesuvium trianthemoides Correll
- Sesuvium verrucosum Raf.

... · 
Antimima · 
Argyroderma · 
Carpobrotus · 
Disphyma · 
Dorotheanthus · 
Gibbaeum · 
Lapidaria · 
Lithops · 
Mesembryanthemum · 
Sceletium · 
Tetragonia · 
...